# Studenčice (gmina Medvode)
Studenčice – wieś w Słowenii, w gminie Medvode. W 2018 roku liczyła 147 mieszkańców.